# مارغريت فون إتسدروف
مارغريت (مارغا) فون إتسدروف (بالإنجليزية: Margarette (Marga) von Etzdorf) (من مواليد 1 أغسطس 1907 - تُوفيت في 28 مايو 1933) وهي طيارة ألمانية، وكانت أول امرأة تطير بشكل احترافي وأول امرأة تطير منفردة عبر سيبيريا ، من ألمانيا إلى طوكيو، اليابان.

## عملها
عندما كانت تبلغ من العمر 19 عامًا، حصلت فون إتزدورف على رخصة الطيران الخاصة بها، وهي ثاني امرأة بعد ثيا راشش التي قامت بذلك بعد الحرب العالمية الأولى. في 19 فبراير 1928 ، أصبحت أول امرأة تطير على متن طائرة. وحيث أن مدرسة الطيران الألمانية لم تقبل النساء في ذلك الوقت فقد تعلمت الطيران بنفسها، وقد تلقت بعض الدعم من ميليتا شيلر التي عملت مهندسة في مركز الطيران والفضاء الألماني. بدأت تحلق في يونكرز إف 13 التجارية على طرق برلين-بريسلاو وبرلين-شتوتغارت-بازل.
في عام 1930 ، وبدعم من أجدادها، سافرت فون إتزدورف على متن يونكرز إيه 50. وكانت أول رحلة لها لمسافات طويلة إلى إسطنبول. وبعد فترة وجيزة، حاولت الطيران إلى جزر الكناري ، لكن طائرتها تعرضت لأضرار بالغة بسبب عاصفة شديدة فوق إيطاليا. كان لا بد من إرسالها بالقطار إلى مصنع يونكرز ليتم إصلاحها. في 18 أغسطس 1931 بدأت رحلتها إلى مطار طوكيو هانيدا الدولي. بعد 12 يومًا، في 29 أغسطس 1932 ، هبطت في مطار هانيدا، حيث تم استقبالها بحرارة. وقد انتهى مؤخراً تشييد المطار الذي كان يكلف حوالي نصف مليون دولار في ذلك الوقت، وكانت فون إتزدورف أول أجنبي يدخل اليابان من هذا الميناء. ولم تكن عودتها ناجحة حيث لحقت بالطائرة أضرارًا لا يمكن إصلاحها وأصيبت بجروح بالغة بعد إقلاعها من محطة توقف في بانكوك. استغرقت معظم وقتها في تايلاند، كونها أول شخص يرسل تقارير عن الثورة السيامية في 1932 إلى أوروبا. عادت إلى برلين في 18 يوليو 1932.

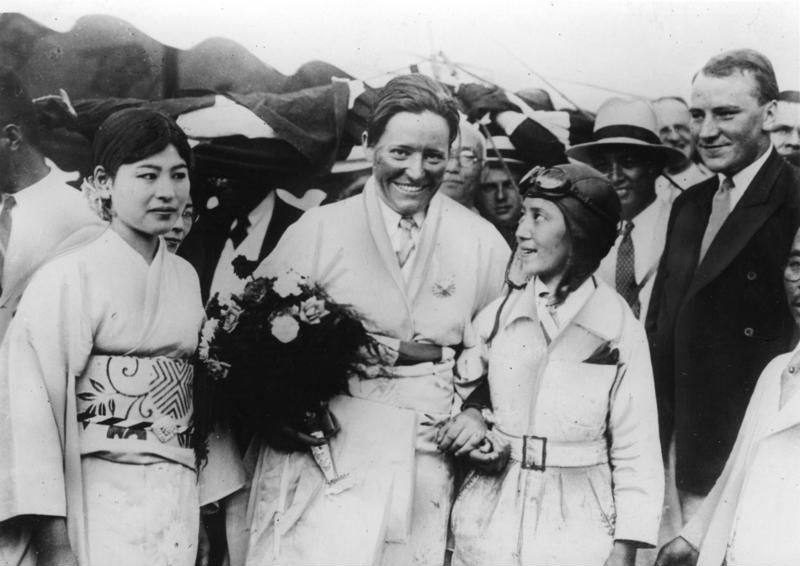
فون إتزدورف عند وصولها إلى طوكيو ، في 29 أغسطس 1932

## حياتها الشخصية
كانت ابنة قبطان في الجيش البروسي، فريتز وولف، وزوجته مارغريت، فقدت والديها في حادث في راغوزا، صقلية عندما كانت في الرابعة من عمرها. بعد الحادث، عاشت هي وأختها أورسولا، مع جدهما، أولريخ فون إتزدورف جنرال في الجيش البروسي.
بعد عودتها من طوكيو كانت تريد الطيران إلى كيب تاون، جنوب أفريقيا. في 27 مايو 1933 ، حاولت التوقف قرب حلب، لكنها فقدت السيطرة على كليم Kl 32 ، بسبب الرياح العاتية. بعد التعامل مع الإجراءات اللازمة، طلبت غرفة خاصة وقتلت نفسها بعد ساعة من ذلك الحادث، لأنها شعرت أنها لا تستطيع أن تحتمل العودة إلى ألمانيا. دفنت في برلين، ولكن تم تدمير قبرها في 1970 ، نظرا لقربها من جدار برلين.